# Le Retour de Pom Pom
Série
Pom Pom
(1984) Mr Boo contre Pom Pom
(1985)
Pour plus de détails, voir Fiche technique et Distribution.
Le Retour de Pom Pom (雙龍出海, Seung lung chut hoi) est une comédie d'action hongkongaise réalisée par Philip Chan et sortie en 1984 à Hong Kong. C'est le deuxième volet de la série des Pom Pom après Pom Pom, sorti exactement 4 mois plus tôt.
Elle totalise 18 455 255 HK$ de recettes au box-office. Sa suite, Mr Boo contre Pom Pom, sort l'année suivante.

## Synopsis
Le policier Beethoven (John Shum) divorce et doit trouver un nouvel endroit où vivre car son ami et collègue Ng Ah Chow (Richard Ng) épouse sa fiancée Anna (Deannie Yip). De plus, les deux officiers sont mutés dans un nouveau département dirigé par le redoutable inspecteur Tien (James Tin Chuen). Alors que leur ancien supérieur Chan (Philip Chan) est mis à pied après le vol de preuves par l'« Araignée volante » (Lam Ching-ying), les deux officiers doivent arrêter le voleur pour prouver l'innocence de Chan.

## Fiche technique
- Titre original : 神勇双响炮
- Titre français : Le Retour de Pom Pom
- Réalisation : Philip Chan
- Scénario : Chan Wai-yee
- Production : Melvin Wong
- Société de production : D & B Films Co
- Société de distribution : Golden Harvest
- Pays d'origine :  Hong Kong
- Langue originale : cantonais
- Format : couleur
- Genre : comédie d'action
- Durée : 83 minutes
- Dates de sortie :
  -  Hong Kong : 22 juin 1984

## Distribution
- Richard Ng : l'officier Ng Ah Chiu
- John Shum : l'officier Beethoven
- Deannie Yip : Anna, la fiancée de Ng
- Lam Ching-ying : l'« Araignée volante »
- Philip Chan : l'inspecteur Chan
- James Tin Chuen : l'inspecteur Tien